# جيسي هيل
جيسي هيل (بالإنجليزية: Jesse Hill)‏ هو شخصية أعمال أمريكي، ولد في 1927 في سانت لويس في الولايات المتحدة، وتوفي في 17 ديسمبر 2012 في أتلانتا في الولايات المتحدة.